# Ком-еш-Шукафа
Ком-еш-Шукафа («Курган черепків») — історичний археологічний комплекс, розташований в Александрії, Єгипет.
Побудовані наприкінці 1-го століття по Р.Х., вони є найвідомішими римськими похованнями в Єгипті. Тут знаходяться могили 300 відомих людей античного Єгипту, а також бенкетна зала. Багато гробниці є унікальним поєднанням античного єгипетського, грецького та римського декоративного мистецтва.
На західній стороні катакомб, що характерно для єгипетської похоронної практики, знаходиться Місто Мертвих. Оскільки єгиптяни кремували мертвих, ця область використовується для зберігання великої кількості банок і глиняних посудин.
Ком-еш-Шукафа є некрополем катакомбного типу, який був широко поширений протягом перших трьох століть по Р.Х. на Апеннінському півострові. Він є унікальним як в плані зведення, так і його оформленні та вважається останнім капітальним будівництвом, пов'язаним з давньоєгипетською релігією.
Вхід в катакомбу починається з похоронної каплиці, де є спіральні сходи, що ведуть до трьох підземних рівнів для ритуальних поховань. Перший рівень складається з передпокою, на другому рівні знаходиться ротонда від якої в сторони розходяться численні зали та похоронні камери з вирубаними прямокутними нішами для саркофагів.
Внутрішні стіни катакомб позбавлені декору. Єдина «прикраса» - розпис у жалобній каплиці або молитовному залі. На стіні висічений звичайний мотив давньоєгипетського похоронного обряду — Анубіс схилився над ложем, на якому лежить мумія. Поруч стоять супутники - Ісіда і Гор.
В архітектурі надгробних пам'ятників переплелися елементи єгипетського, грецького і римського стилю. Наприклад, в одному з приміщень знаходиться типово єгипетський саркофаг, прикрашений грецькими малюнками та орнаментами. Навіть написи зроблені впереміж на грецькій і єгипетській мовах. Третій рівень, який знаходиться на глибині 34 метрів, занурений у підземні води.